# Discostroma tostum
Discostroma tostum är en svampart som först beskrevs av Berk. & Broome, och fick sitt nu gällande namn av Brockmann 1976. Discostroma tostum ingår i släktet Discostroma och familjen Amphisphaeriaceae.  Arten är reproducerande i Sverige. Inga underarter finns listade i Catalogue of Life.